# Мартін Еразмус
Мартін Еразмус (англ. Martin Erasmus; нар. 28 березня 1995, Бракпан, провінція Гаутенг) — південноафриканський борець вільного стилю, чемпіон та чотириразовий срібний призер чемпіонатів Африки, бронзовий призер чемпіонату Співдружності, чемпіон Ігор Співдружності.

## Життєпис
Батько Мартіна почав займатися з ним боротьбою, коли хлопчику виповнилося лише три роки. Боротьбою займаються також його брати.
У 2015 році став чемпіоном Африки серед юніорів. Перемігши у фіналі Ігор Співдружності 2018 року індійського борця Маусама Хатрі, став першим південноафриканським чемпіоном з боротьби на цих змаганнях за останні 60 років.
У 2021 році він змагався на Олімпійському кваліфікаційному турнірі Африки та Океанії, сподіваючись потрапити на літні Олімпійські ігри 2020 року в Токіо, Японія.

## Спортивні результати на міжнародних змаганнях

### Виступи на Чемпіонатах Африки
| Змагання                         | Збірна | Вагова категорія          | Місце  |
| -------------------------------- | ------ | ------------------------- | ------ |
| Чемпіонат Африки з боротьби 2015 | ПАР    | вільна боротьба, до 97 кг | Срібло |
| Чемпіонат Африки з боротьби 2016 | ПАР    | вільна боротьба, до 97 кг | Срібло |
| Чемпіонат Африки з боротьби 2017 | ПАР    | вільна боротьба, до 97 кг | Срібло |
| Чемпіонат Африки з боротьби 2018 | ПАР    | вільна боротьба, до 97 кг | Золото |
| Чемпіонат Африки з боротьби 2020 | ПАР    | вільна боротьба, до 97 кг | Срібло |

### Виступи на Африканських іграх
| Змагання              | Збірна | Вагова категорія          | Місце |
| --------------------- | ------ | ------------------------- | ----- |
| Африканські ігри 2015 | ПАР    | вільна боротьба, до 97 кг | 5     |

### Виступи на Чемпіонатах Співдружності
| Змагання                                | Збірна | Вагова категорія          | Місце  |
| --------------------------------------- | ------ | ------------------------- | ------ |
| Чемпіонат Співдружності з боротьби 2017 | ПАР    | вільна боротьба, до 97 кг | Бронза |

### Виступи на Іграх Співдружності
| Змагання                | Збірна | Вагова категорія          | Місце  |
| ----------------------- | ------ | ------------------------- | ------ |
| Ігри Співдружності 2018 | ПАР    | вільна боротьба, до 97 кг | Золото |

### Виступи на інших змаганнях
| Змагання                                                       | Збірна | Вагова категорія          | Місце  |
| -------------------------------------------------------------- | ------ | ------------------------- | ------ |
| Гран-прі Іспанії з боротьби 2015                               | ПАР    | вільна боротьба, до 97 кг | 8      |
| Олімпійський кваліфікаційний турнір з боротьби 2016 (Стамбул)  | ПАР    | вільна боротьба, до 97 кг | 18     |
| Гран-прі Іспанії з боротьби 2017                               | ПАР    | вільна боротьба, до 97 кг | Срібло |
| Олімпійський кваліфікаційний турнір з боротьби 2020 (Хаммамет) | ПАР    | вільна боротьба, до 97 кг | Бронза |

### Виступи на змаганнях молодших вікових груп
| Змагання                                       | Збірна | Вагова категорія          | Місце  |
| ---------------------------------------------- | ------ | ------------------------- | ------ |
| Чемпіонат Африки з боротьби серед юніорів 2015 | ПАР    | вільна боротьба, до 96 кг | Золото |
| Чемпіонат світу з боротьби серед юніорів 2015  | ПАР    | вільна боротьба, до 96 кг | 16     |
| Чемпіонат світу з боротьби серед молоді 2018   | ПАР    | вільна боротьба, до 97 кг | 12     |